# Suyab
Suyab (en persan : سوی آب ; en chinois : 碎葉 / 碎叶 ; en pinyin : Suìyè ; aussi connue comme Ordoukent, aujourd'hui Ak-Beshim) est une ancienne ville sur la route de la soie, située à quelque 60 km au nord-est de Bichkek, et à 6 km au sud-est de Tokmok, dans la vallée du fleuve Chu, actuel Kirghizistan.

## Historique

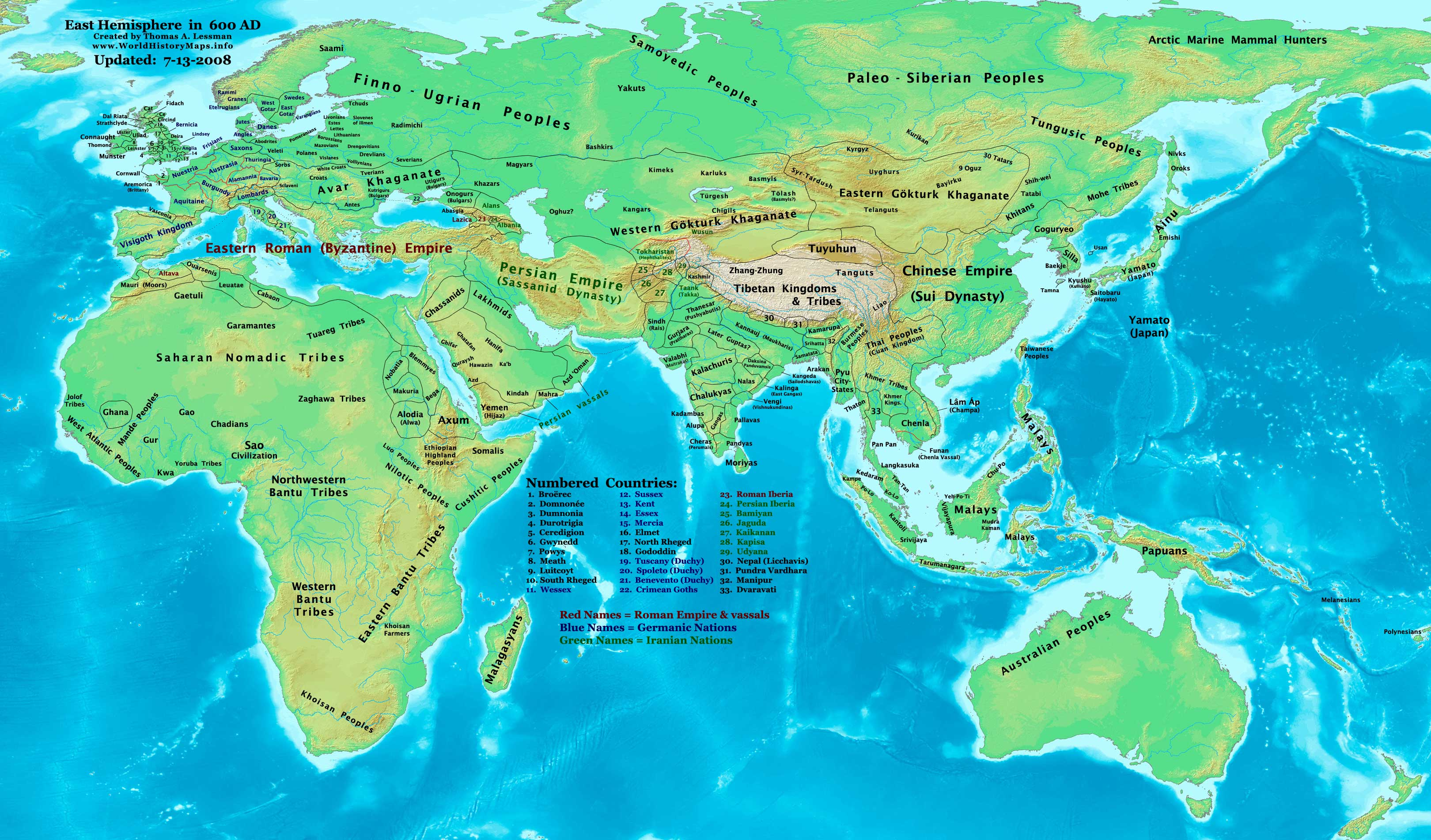
Carte des royaumes Köktürks de l'ouest et de l'est à leur apogée, vers le VIIe siècle. Les zones en clair montrent les territoires sous contrôle direct ; les zones en foncé montrent la sphère d'influence.

Cet établissement de marchands sogdiens apparut le long de la route de la soie vers les Ve  –  VIe siècles. Le nom de la cité dérive de celui de la rivière Suyab dont l'origine est iranienne (suy + persan ab signifiant « eau », « rivières »). Ce nom est attesté pour la première fois par le moine bouddhiste chinois Xuanzang qui traversa la région en 629, :

« Faisant route à 500 li au nord-est du Grand Lac Qing, nous arrivons dans la cité de la rivière Suye. La cité fait 6 ou 7 li de circonférence ; divers marchands Hu [barbares] venus des nations environnantes se sont réunis et établis à cet endroit. La terre est bonne pour le millet rouge et les raisins ; les forêts ne sont pas épaisses, le climat est froid et venteux ; les habitants sont vêtus d'habits de laine sergée. Sur la route de Suye, vers l'ouest, sont dispersés de nombreux villages, chacun étant régi par un chef. S'ils ne dépendent pas l'un l'autre, tous reconnaissent l'autorité des Tujue. »

Sous le règne du Khagan Tong Yabghu (en), Suyab est la principale capitale du khaganat des Köktürks occidentaux. Le Khagan possédait également une capitale d'été à Navekat, près des sources au nord de l'actuelle Tachkent dans la vallée du Talas. Ces capitales étaient réputées les plus occidentales du khaganat. Une symbiose entre Sogdiens commerçants et Köktürks nomades semblait avoir cours : tandis que les premiers s'occupaient de la prospérité économique de la cité, les seconds se chargeaient de la défendre.
À la suite de la chute du khaganat occidental, la cité fut annexée par la dynastie Tang (Taizong) dont elle constitua un avant-poste militaire entre 648 et 719. Une forteresse chinoise y est construite en 679 et le bouddhisme s'épanouit. Selon certains témoignages, le grand poète Li Bai naquit à Suyab. La cité fut détruite en 748 par Ban Chenxiang, gouverneur militaire de Beiting (Beshbalik). Parmi les ruines de la ville, le voyageur chinois Du Huan qui se rendit sur place vers 750 trouva intact le monastère bouddhique de Dayun, là même où la princesse Jiaohe (交河公主), fille de Ashina Huaidao (阿史那怀道), avait l'habitude de résider,.
Suyab constitua — avec Kucha, Khotan et Kachgar — l'une des Quatre Garnisons du protectorat d'Anxi (安西四鎮) jusqu'en 719, date à laquelle elle fut remise à Sulu, Khagan des Türgesh (突騎施, Tuchishi), désigné comme « loyal et obéissant Khagan » par la cour chinoise,. Après l'assassinat de Sulu en 738, les Chinois se hâtent de reprendre le contrôle de la ville ainsi que de Talas. La forteresse eut une certaine importance stratégique face aux assauts tibétains, notamment pour repousser la grande incursion de 763. En 766, la cité tomba entre les mains d'un chef karlouk allié du naissant khaganat ouïghour.
Après cette prise et l'évacuation des Quatre Garnisons par les forces chinoises en 787, l'histoire de la cité devient obscure. L'historien britannique David Nicolle affirme cependant que Suyab fournit 80 000 soldats à l'armée karlouke et qu'elle fut gouvernée par un chef nommé « roi des héros ». L’Hudud ul-'alam min al-mashriq ila al-maghrib, livre de géographie arabe du Xe siècle achevé en 982, donne à la cité une population de 20 000 habitants.
La cité est supplantée par Balasagun au début du XIe siècle et abandonnée peu après.

## Le site archéologique
Au XIXe siècle, les ruines d'Ak-Beshim étaient à tort identifiées à Balasagun, capitale des Kara-Khitans, avis partagé par l'historien russe Vassily Bartold qui se rendit sur le site en 1893-1894. Bien que les fouilles eussent commencé en 1938, il fallut attendre les années 1950 pour établir que le site avait été abandonné dès le XIe siècle et ne pouvait de fait être identifié à Balasagun, encore prospère dans les années 1300.
Le site archéologique de Suyab s'étend sur quelque 30 hectares. Témoignant de la riche et diverse culture de Suyab, il contient des vestiges de fortifications chinoises, d'églises chrétiennes, d'ossuaires zoroastriens et des kourganes (balbal) turcs. Il est particulièrement riche en statues de Bouddha et en stèles. Outre plusieurs temples bouddhiques, on compte une église nestorienne et un cimetière du VIIe siècle ainsi que probablement un monastère du Xe siècle comprenant des fresques et des inscriptions en sogdien et ouïghour,.